# Regió administrativa especial

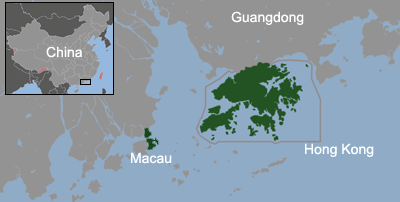
Regions administratives especials de la Xina (Macau i Hong Kong).

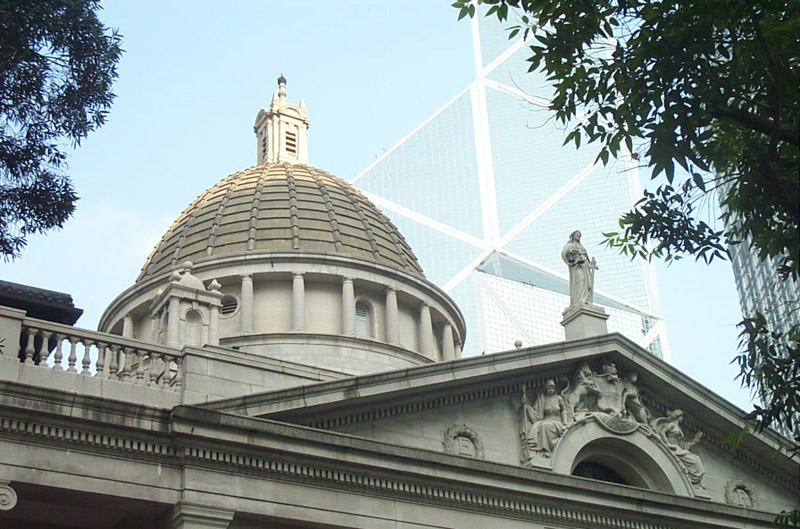
Edifici del Consell Legislatiu de Hong Kong, una RAE de la República Popular de la Xina.

Una Regió Administrativa Especial (RAE) és una divisió administrativa de nivell provincial de la Xina. Cada RAE té un cap executiu del govern com a cap de la regió i un cap de govern. La República Popular de la Xina en l'actualitat té dues regions administratives especials: Hong Kong i Macau. Aquestes regions no s'han de confondre amb les zones econòmiques especials, àrees que estan totalment gestionades pel Govern Central. L'article 31 de la Constitució de la República Popular de la Xina autoritzà l'Assemblea Popular Nacional a crear les Regions administratives especials.

## Situació actual

### Orígens
L'article 31 de la Constitució de la República Popular de la Xina autoritza l'Assemblea Popular Nacional a crear Regions Administratives Especials i a crear una llei reguladora que estableix en aquestes regions un alt grau d'autonomia, un sistema polític independent i una economia capitalista, sota el principi d'un país, dos sistemes, propugnat per Deng Xiaoping.

### Alt nivell d'autonomia
En l'actualitat, les dues regions administratives especials de Hong Kong i Macau són responsables de tots els afers locals, a excepció dels actes propis d'un Estat, com ara la política exterior i la defensa nacional, és a dir, tenen el seu propi poder judicial, les seves pròpies polítiques d'immigració, moneda i processos d'extradició. Els sistemes legals preexistents, (Common law a Hong Kong i lleis portugueses a Macau), s'han conservat.
Amb poques excepcions, les lleis nacionals que s'apliquen a la República Popular de la Xina no s'aplica a un RAE. Les excepcions impliquen assumptes diplomàtics, la defensa nacional o alguna cosa més enllà de l'abast de l'autonomia de la RAE.

### Immigració i nacionalitat
Cadascuna de les RAEs emet passaports propis, només als residents permanents que també són ciutadans de la República Popular de la Xina, és a dir, nacionals de la República Popular de la Xina que compleixen amb una de les següents condicions:
- Nascuts en la RAE;
- nascuts en qualsevol lloc, però un dels pares és un resident permanent;
- residir durant set anys o més de forma contínua en la RAE.

A més de proporcionar protecció consular de la República Popular de la Xina, els passaports també especifiquen que el propietari té dret a desembarcar a la RAE que va expedir el passaport.